# 高攸纲
高攸纲（1928年—？），男，江苏泰州人，中国环境电磁学专家、教育家，曾任北京邮电学院教授、博士生导师。